# Dzjaba Kankava
Dzjaba (Jaba) Kankava (Georgisch: ჯაბა კანკავა) (Tbilisi, 18 maart 1986) is een Georgisch voetballer. Hij is een defensieve middenvelder.
Kankava is de drievoudige winnaar in de Slowaakse Super League met de club Slovan Bratislava, waar hij van 2021 tot 2024 speelde. Met 101 keer voor het Georgisch elftal gespeeld te hebben in officiële wedstrijden is hij na Goeram Kasjia de meest gecapte Georgische speler. Kankava werd twee keer erkend als Georgisch Voetballer van het Jaar.

## Clubcarrière
Dzjaba Kankava werd in 1986 geboren in Tbilisi, dat toen nog deel uitmaakte van de Sovjet-Unie. In het seizoen 2003/04 maakte de middenvelder zijn debuut in het eerste elftal van Dinamo Tbilisi. Een jaar later werd hij met de club Georgisch kampioen. Vervolgens ging Kankava aan de slag bij het Russische Alania Vladikavkaz, dat niet lang na zijn komst degradeerde naar de tweede divisie. Begin 2006 vertrok de verdedigende middenvelder naar de Oekraïense competitie. Hij speelde twee jaar voor Arsenal Kiev alvorens de overstap te maken naar FK Dnipro. Van 2010 tot 2012 speelde Kankava op huurbasis voor Kryvbas Kryvy Rih. In 2012 keerde Kankava terug naar Dnipro, waar hij onder trainer Juande Ramos uitgroeide tot een vaste waarde. In 2014 werd de middenvelder vicekampioen met Dnipro. Dat jaar redde hij in een duel tegen Dynamo Kiev ook het leven van Oleg Goesjev. De aanvoerder van Dynamo Kiev raakte bewusteloos na een botsing en slikte zijn tong in. Op 12 april 2014 kreeg Kankava voor zijn reddingsactie de Orde van Verdienste. In 2015 bereikte hij met Dnipro de finale van de UEFA Europa League 2014/15, die werd verloren van Sevilla FC. In 2015 maakte Kankava de overstapt naar de Franse club Stade de Reims.

## Interlandcarrière
In 2004 maakte Kankava zijn debuut in het Georgisch voetbalelftal. Sindsdien kwam hij meer dan vijftigmaal in actie voor zijn land. Op 15 augustus 2015 droeg Kankava in zijn 35ste interland, een oefenwedstrijd in en tegen Luxemburg (1–2 winst) de aanvoerdersband. Sindsdien is hij de aanvoerder van Georgië. In de laatste kwalificatiewedstrijd voor het Europees kampioenschap voetbal 2016, gespeeld op 11 oktober 2015 tegen wereldkampioen Duitsland, maakte hij zijn zevende interlanddoelpunt. Het was de gelijkmaker, nadat Thomas Müller Duitsland op voorsprong had gezet. Georgië verloor met 2–1. Kankava werd op 22 mei 2024 door bondscoach Willy Sagnol opgenomen in de Georgische selectie voor het EK 2024 in Duitsland. Hij maakte twee dagen later echter bekend niet deel te nemen aan het toernooi, waarna hij werd vervangen door Gabriel Sigoea.
| 1 | 1 maart 2006     | Malta – Georgië     | 0 – 2 | 0 – 2 | Oefeninterland  |
| 2 | 16 november 2007 | Qatar – Georgië     | 0 – 1 | 1 – 2 | Oefeninterland  |
| 3 | 3 juni 2011      | Kroatië – Georgië   | 0 – 1 | 2 – 1 | EK-kwalificatie |
| 4 | 6 september 2011 | Malta – Georgië     | 0 – 1 | 1 – 1 | EK-kwalificatie |
| 5 | 14 oktober 2014  | Gibraltar – Georgië | 0 – 3 | 0 – 3 | EK-kwalificatie |
| 6 | 25 maart 2015    | Georgië – Malta     | 1 – 0 | 2 – 0 | Oefeninterland  |
| 7 | 11 oktober 2015  | Duitsland – Georgië | 1 – 1 | 2 – 1 | EK-kwalificatie |

## Erelijst
Stade Reims
- Georgisch voetballer van het jaar

2015